# Haunted Spooks
Haunted Spooks is een korte stomme film uit 1920 onder regie van Hal Roach en Alfred J. Goulding. Harold Lloyd droeg in de film vooral handschoenen, omdat hij vlak hiervoor een bom liet exploderen in zijn handen en hierbij twee vingers verloor.

## Rolverdeling
| Acteur        | Personage |
| ------------- | --------- |
| Harold Lloyd  | The Boy   |
| Mildred Davis | The Girl  |
| Wallace Howe  | The Uncle |